# 思南路
思南路原名马斯南路（法語：Rue Massenet，目前巴黎十六区仍有一条同名道路），是位于上海市中心黄浦区（2011年7月26日前属卢湾区）的一条不通公共汽车的幽静道路。北到淮海中路，南到泰康路，除南北两端有少许小型店铺外，从南昌路到建国西路，两侧几乎全都是法国梧桐和1920年代建造的花园式洋房。这是一片保存完好的法新租界街区，并聚集了众多的名人故居，处于上海中心城区内最大的风貌保护区——衡山路-复兴路历史文化风貌区的东部。

## 历史
1914年，在上海法租界第三次扩张的当年，公董局修筑了这条马路。为纪念在1912年8月13日去世的法国著名音乐家儒勒·马斯内而命名为Massenet，Rue（马斯南路）。第一次世界大战结束后的十年间，上海法租界在霞飞路、辣斐德路、金神父路、吕班路（重庆南路）围成的区域设计了上海第一片经过精心规划的住宅区，规定只允许建造西式房屋，必须有卫生和暖气等设备，不准设立甲类营业。该区域以马斯南路为中心，包括
法国公园（今复兴公园），南有上海圣伯多禄堂，震旦大学（今上海第二医科大学）和广慈医院（今瑞金医院），东有法国学堂（今科学会堂）。住户基本上为华人，少数为日侨。
1943年，马斯南路在汪精卫政权接收上海法租界和公共租界后更名为蓝田路（以陕西蓝田县命名），1946年1月1日更名为思南路，这一名称源于贵州思南县，同时与原路名“马斯南路”读音相近。

## 沿路经典建筑

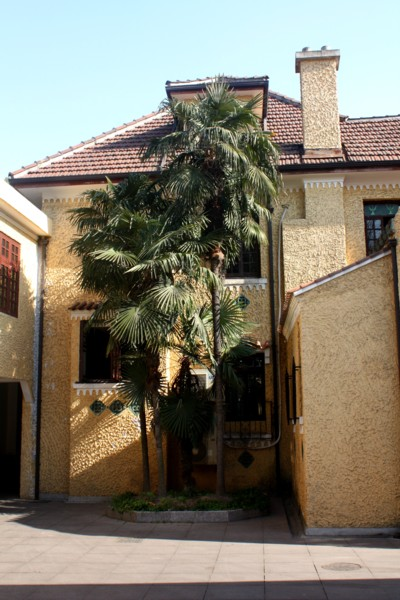
思南路39-41号住宅（今上海文史馆）

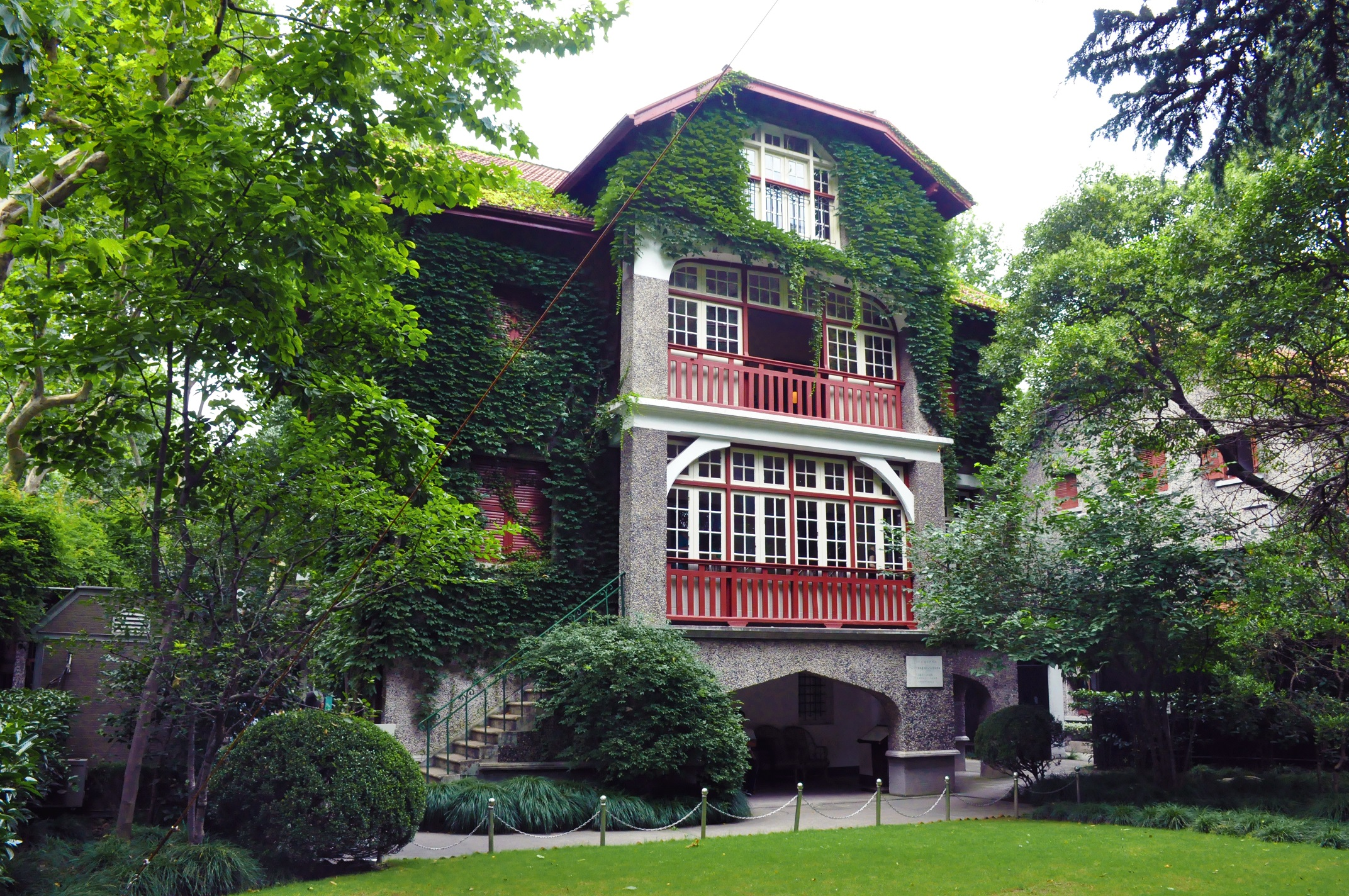
上海周公馆

- 思南路39-41號 華拉斯住宅（Wallace Residence）今上海市文史館
- 思南路51－95号 “义品村”花园住宅23幢：73号上海周公馆、87号梅兰芳故居、
- 思南路50-70号 花园住宅
- 香山路7号——上海孙中山故居
- 上海交通大学医学院后门

## 交汇道路
- 淮海中路
- 南昌路
- 皋兰路
- 香山路
- 复兴中路
- 建德路
- 建国中路
- 泰康路